# Heinrich Mayr
Heinrich Mayr (* 29. Oktober 1854 in Landsberg am Lech; † 24. Januar 1911 in München) war ein deutscher Forstwissenschaftler, der vor allem als Forstbotaniker hervorgetreten ist. Sein offizielles botanisches Autorenkürzel lautet „Mayr“.

## Leben und Wirken
Heinrich Mayr war der Sohn des königlich bayerischen Forstbeamten Clemens Mayr, der zuletzt als Oberförster im Revier Grafrath wirkte. Nach dem Besuch des humanistischen Ludwigs-Gymnasiums in München studierte er zwei Jahre in Aschaffenburg. Anschließend absolvierte er einen einjährigen staatswirtschaftlichen Kursus der Universität München. Dort trat er auch dem Akademischen Gesangverein München (AGV) bei und kam schließlich als „Forstgehilfe“ im oberbayerischen Alpenvorland zum Einsatz.
Nachdem er im Jahr 1880 den Staatskonkurs, wie das zweite Staatsexamen in Bayern seinerzeit genannt wurde, bestanden hatte, arbeitete er für die nächsten sechs Jahre als Assistent bei dem bekannten Forstwissenschaftler und Mykologen Robert Hartig in der botanischen Abteilung der Forstlichen Versuchsanstalt (FVA). Bei Hartig wurde er auch mit einer in lateinischer Sprache abgefassten Dissertation über die beiden parasitischen Birken-Porlinge Polyporus betulinus und Polyporus laevigatus promoviert. Bereits 1884 folgte die Habilitation mit der vergleichenden anatomischen Studie Entstehung und Vertheilung der Secretions-Organe der Fichte und Lärche.
Ministerialrat August von Ganghofer gewährte ihm daraufhin Urlaub und ein Stipendium für eine Weltreise, die Mayr nach Nordamerika (dort traf er u. a. Karl Ludloff) und Japan führte. Er wollte dabei die Möglichkeiten für die Einführung wirtschaftlich bedeutender amerikanischer und japanischer Baumarten nach Deutschland und Europa erkunden. Auf dem Heimweg führte ihn seine Reise neben Japan über die Länder China, Java und Britisch-Indien. Von 1888 bis 1891 las Mayr dann an der Akademie für Land- und Forstwirtschaft in Tokio das Fach „Botanik“ und lernte in dieser Zeit die Flora Japans kennen. Die auf seinen Reisen und als Dozent gewonnenen Erkenntnisse verarbeitete er in den Büchern Die Waldungen von Nordamerika, ihre Holzarten, deren Anbaufähigkeit und forstlicher Werth für Europa im allgemeinen und Deutschland insbesondere (1890), Monographie der Abietineen des Japanischen Reiches (Tannen, Fichten, Tsugen, Lärchen und Kiefern). In systematischer, geographischer und forstlicher Beziehung (1890) und Aus den Waldungen Japan’s. Beiträge zur Beurtheilung der Anbaufähigkeit und des Werthes der Japanischen Holzarten im deutschen Walde und Vorschläge zur Aufzucht derselben im forstlichen Kulturbetriebe (1891). In diesen Büchern formulierte er auch deutliche Warnungen gegen die Ausbeutung und Verwüstung der Wälder in den USA, wie sie zu dieser Zeit noch üblich waren.
Mit diesen Werken hatte sich Mayr einen so guten Ruf erworben, dass die Staatswirtschaftliche Fakultät der Universität München ihren Privatdozenten nach der Emeritierung Karl Gayers 1892 im Jahr darauf zu dessen Nachfolger auf dem Lehrstuhl für Waldbau und Forstliche Produktionslehre berief. Zusammen mit Robert Hartig sorgte er im Lehrrevier Grafrath für die Anlage eines forstlichen Versuchsgartens für ausländische Baumarten. Auf Europareisen vertiefte er seine Kenntnisse über die Herkünfte von forstlichem Saatgut. Im Jahr 1902 unternahm er zusammen mit Kronprinz Rupprecht von Bayern und dessen Familie seine dritte Weltreise. Daraus entstand das von Mayr mit eigenen Zeichnungen ausgestattete Buch Fremdländische Wald- und Parkbäume für Europa (1906), das sich großer Beliebtheit erfreute.
Mayr betätigte sich nicht nur als Vorsitzender der bayerischen Gartenbaugesellschaft, sondern korrespondierte mit der International Union of Forest Research Organizations (IUFRO) und zahlreichen ausländischen Forstvereinen. Sein guter Ruf zog auch Studenten aus dem Ausland an, unter ihnen Aimo Kaarlo Cajander und Walter Schädelin.
Doch als der bis dato erfolgsgewohnte Mayr die Waldbau-Vorstellungen Gayers revidieren wollte und dazu in seinem 1909 veröffentlichten Lehr- und Handbuch Waldbau auf naturgesetzlicher Grundlage von dessen Waldreinertragslehre abrückte und vorschlug, die Horst- und Gruppenwirtschaft Gayers durch eine Kleinbestandswirtschaft zu ersetzen, erhob sich umgehend ein Sturm der Kritik. Forstpraktiker erkannten darin „eine extreme Verachtung von Wirtschaftsregeln“. Obwohl Mayrs umstrittenes Werk 1925 noch eine zweite Auflage erlebte, blieb ihm im angewandten Waldbau nachhaltiger Erfolg versagt.
Am 19. Januar 1911 erlitt er auf seinem Katheder einen Schlaganfall, an dessen Folgen er fünf Tage später starb. Er hinterließ zwei Söhne und zwei Töchter.

## Grabstätte
Die Grabstätte von Heinrich Mayr befindet sich auf dem Münchner Waldfriedhof (Grabnr. 42-W-22).

## Schriften (Auswahl)
- Polyporus betulinus und Polyporus laevigatus, zwei Parasiten der Birke, Dissertationsschrift, Kassel 1884(Separatabdruck aus dem Botanischen Centralblatte Band XIX, 1884)
- Entstehung und Vertheilung der Secretions-Organe der Fichte und Lärche. Eine vergleichende anatomische Studie, Habilitationsschrift, (Separat-Abdruck aus Botanisches Centralblatt, Band XX/1884), Kassel 1885
- Die Waldungen von Nordamerika, ihre Holzarten, deren Anbaufähigkeit und forstlicher Werth für Europa im allgemeinen und Deutschland insbesondere, München 1890 doi:10.5962/bhl.title.44999
- Monographie der Abietineen des Japanischen Reiches (Tannen, Fichten, Tsugen, Lärchen und Kiefern). In systematischer, geographischer und forstlicher Beziehung, München 1890
- Aus den Waldungen Japan’s. Beiträge zur Beurtheilung der Anbaufähigkeit und des Werthes der Japanischen Holzarten im deutschen Walde und Vorschläge zur Aufzucht derselben im forstlichen Kulturbetriebe, München 1891
- als Bearbeiter: Das Harz der Nadelhölzer. Seine Entstehung, Vertheilung, Bedeutung und Gewinnung. Für Forstmänner, Botaniker und Techniker, (Sonderabdruck aus Zeitschrift für Forst- und Jagdwesen, 1893), Berlin 1894
- Ergebnisse forstlicher Anbauversuche mit japanischen, indischen, russischen und selteneren amerikanischen Holzarten in Bayern, In: Forstwissenschaftliches Centralblatt, 20/1898, Hamburg 1898
- Fremdländische Wald- und Parkbäume für Europa, Berlin 1906 doi:10.5962/bhl.title.30017
- Waldbau auf naturgesetzlicher Grundlage. Ein Lehr- und Handbuch, Berlin 1909 doi:10.5962/bhl.title.36351 doi:10.5962/bhl.title.29675 (2. Auflage Berlin 1925)

Daneben war er ab der 9. Auflage (1903) auch Bearbeiter von Karl Gayers Die Forstbenutzung (doi:10.5962/bhl.title.20737).